# Sascha Swirski

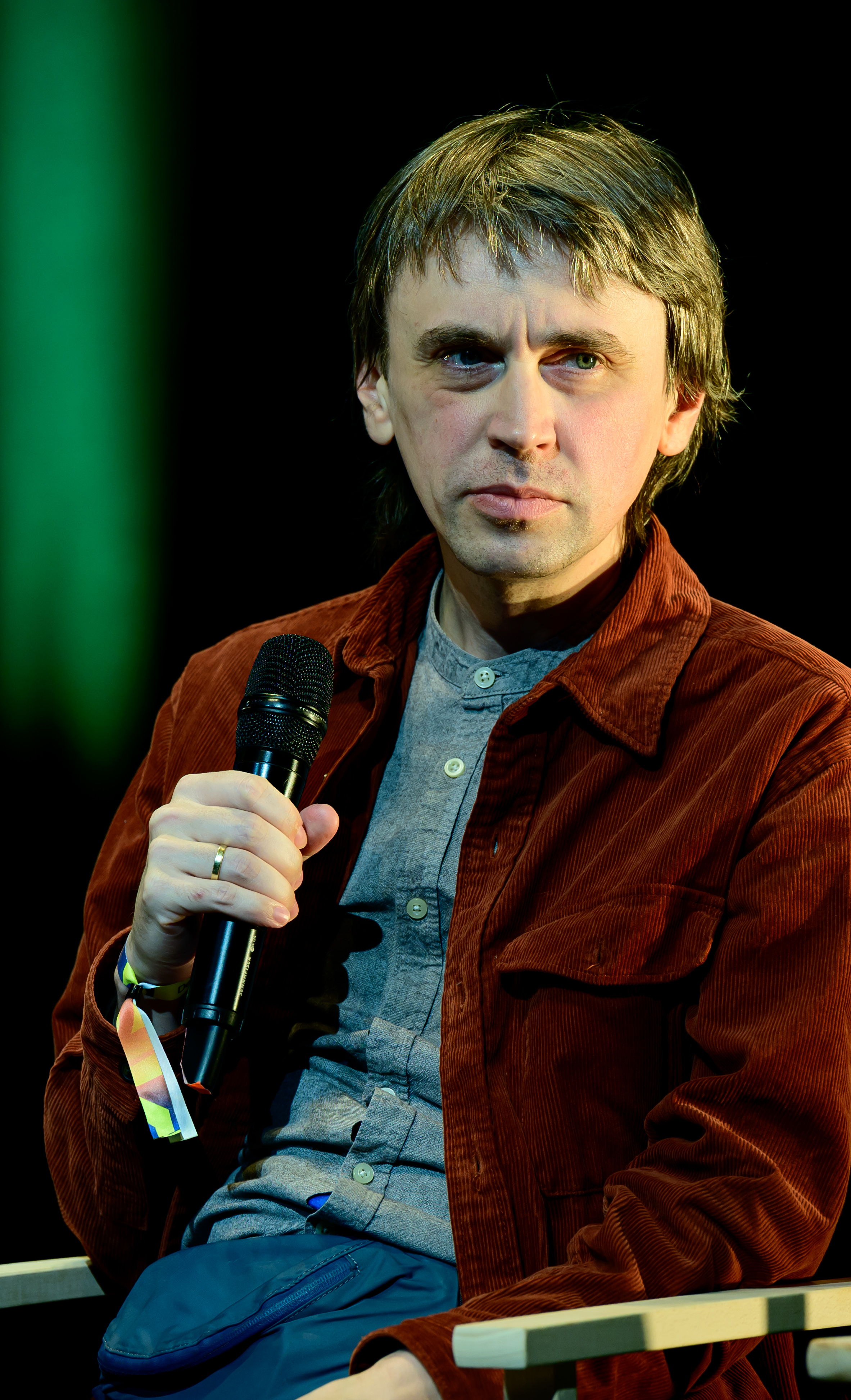
Sascha Swirski (2024)

Sascha Swirski (russisch Саша Свирский, englisch Sasha Svirsky, bürgerlich russisch Александр Александрович Свирский Alexander Alexandrowitsch Swirski; * 9. Juli 1980 in Sowetskoje Runo, Region Stawropol) ist ein russischer Künstler, Maler und Regisseur digitaler Animationsfilme, die er in enger Zusammenarbeit mit Nadja Swirskaja realisiert.

## Biografie
Swirski studierte Malerei an der Kunstschule M.B. Grekow in Rostow am Don, Russland, und schloss 2002 mit einem Bachelor of Fine Arts ab. 2008 beendete er sein Studium der bildenden Kunst an der Staatlichen Universität des Kubangebiets in Krasnodar. Swirski schuf zahlreiche handgezeichnete Bücher, Grafikprojekte und Gemälde. 2008 begann er, digitale Animation zu erforschen. Er nutzt Animation als künstlerisches Werkzeug, um visuelle Experimente zu wagen und philosophische Erzählungen sowie Essays zu gestalten. Seit 2022 lebt er in Berlin. 
Die Filme Mein galaktischer Zwilling Galaction und Vadim on a Walk feierten ihre Uraufführung im Kurzfilmwettbewerb der Berlinale. Swirski gewann den FAB Grand Prix 2021 in Berlin und erhielt Auszeichnungen beim Melbourne Animation Festival, Balkanima in Serbien, In The Palace in Bulgarien und Window to Europe in Russland. Swirski erhielt zudem den Jury-Preis des Hong Kong International Festival und den Preis für den besten Experimentalfilm des Teheran Animation Festival sowie weitere Ehrungen. Als Künstler beteiligt er sich an Ausstellungen in renommierten Orten wie dem MuseumsQuartier in Wien, GARAGE und GRAUND Solyanka in Moskau, dem Nationalen Zentrum für zeitgenössische Kunst in Nischni Nowgorod und dem Multimedia Art Museum in Moskau.

## Filmografie
- 2008: Gangsters
- 2008: Rodina
- 2009: Mirs Pirs
- 2010: Like a rock
- 2010: A word and words
- 2010: Sirens
- 2010: Sto
- 2012: Guest on a horse
- 2014: Direct speech
- 2014: Chepurnas
- 2014: Ants’ songs
- 2014: Bokus Mang
- 2015: Gda-Gda
- 2015: Tanzonk
- 2015: Harvest
- 2015: Simple shapes, a swarthy child
- 2016: Mole
- 2016: My flower
- 2016: 9 ways to draw a person
- 2017: What it was?
- 2017: Bird on the Windowsill
- 2017: Engine of Progress
- 2017: Lavo
- 2018: About a Woman Who Wanted to Fly Away
- 2018: A Virgine Wind
- 2018: PuWu-R
- 2020: My Galactic Twin Galaction
- 2021: Vadim on a walk
- 2022: Master of the Swaps
- 2024: Dull Spots of Greenish Colours

## Auszeichnungen
- 2013: Der erste Preis – Insomnia Festival, Russland, für Guest on a horse
- 2014: Spezialpreis – Open Cinema short film festival, Sankt-Petersburg, Russland, für Chepurnas
- 2014: Bester Animationsfilm – Kinolikbez Short Film Festival, Barnaul, Russland, für Ants’ Songs
- 2017: Bester Experimentalfilm - International Festival of Animated Films TOFUZI, Batumi, Georgien, für 9 ways to draw a person
- 2017: Der beste Film des Festivals - Melbourne International Animation Festival, Australien, für 9 ways to draw a person
- 2017: Spezialpreis der Juy - 15th Anilogue International Animation Festival, Budapest, Ungarn, für 9 ways to draw a person
- 2018: Priestley Innovation Prize - Big Cartoon Festival, Moskau, Russland, für About a Woman Who Wanted to Fly Away
- 2020: Bester Animationsfilm at 17th IN THE PALACE International Short Film Festival, Varna, Bulgarien, für My Galactic Twin Galaction
- 2020: Premiere im Wettbewerb der Berlinale Shorts 2020, mit My Galactic Twin Galaction
- 2021: Beste Regie - professional competition, PIAFF - Paris International Animation Film Festival, Frankreich, für My Galactic Twin Galaction
- 2021: Premiere im Wettbewerb der Berlinale Shorts 2021, mit Vadim on a walk.
- 2021: Preis der Jury des Hong Kong International Film Festival, für Vadim on a walk.
- 2021 Spezialpreis der Jury des Open Russian Festival of Animated Film, Suzdal, Russia, für Vadim on a walk.
- 2021: Bester experimenteller Animationsfilm beim The International Festival Animated Films “Animaeveka”, Belarus, für Vadim on a walk
- 2021 Großer Preis des Festival of Animation Berlin, für Vadim on a walk
- 2021 The Best film at Shnit Moscow für Vadim on a walk
- 2024: Deutscher Kurzfilmpreis Lola in der Kategorie „Animationsfilm bis 30 Minuten Laufzeit“ für Dull Spots of Greenish Colours[5]
- 2025: Bester Film in der Kategorie „Animation Avantgarde“ – Internationaler Wettbewerb beim Vienna Shorts für Dull Spots of Greenish Colours[6]
- 2025: Grand Prix beim Animafest Zagreb für Dull Spots of Greenish Colours[7]